# Лаврово (Шиковская волость)
Лаврово — деревня в Шиковской волости Островского района Псковской области.
Расположена в 54 км к востоку от города Острова.
Постоянное население по состоянию на 2000 год в деревне отсутствовало.